# Otome Game no Heroine de Saikyō Survival
Otome Game no Heroine de Saikyō Survival (乙女ゲームのヒロインで最強サバイバル Otome Gēmu no Hiroin de Saikyō Sabaibaru?), también conocida como The Otome Heroine's Fight for Survival en inglés, es una serie de novelas ligeras japonesas escritas por Harunohi Biyori e ilustradas por Hitaki Yuu. Se publicó originalmente como una serie de novelas web en el sitio web Shōsetsuka ni Narō desde el 9 de marzo de 2019 hasta el 22 de mayo de 2022, antes de comenzar la publicación impresa por TO Books en abril de 2021. Una adaptación al manga ilustrada por Kobato Wakasa comenzó a serializarse en el sitio web Nico Nico Seiga bajo la marca Comic Corona de TO Books en agosto de 2021. Se ha anunciado una adaptación al anime en enero de 2025.

## Sipnosis
Alicia Melrose vivió como huérfana en Ciel, un mundo de espadas y magia. Un día, se enteró de que era una "heroína de un juego otome" titulado Love on Silver Wings e incluso la muerte de sus padres era simplemente una parte del escenario. Alicia juzgó que el escenario de la heroína era una tontería y lo rechazó decisivamente. Ella asumió la identidad de la aventurera Aria Leighton, gradualmente dominó múltiples armas y magia, y se convirtió en la “Princesa de la Matanza de Ceniza”. Pero, al aceptar una solicitud para proteger a la "villana", antes de darse cuenta, fue arrastrada al escenario donde los nobles se peleaban entre sí. ¡Una fantasía de batalla sublime y emocionante en otro mundo con una heroína luchadora encantadora!

## Contenido de la obra

### Novela ligera
Escrita por Harunohi Biyori, Otome Game no Heroine de Saikyō Survival se serializó en Shōsetsuka ni Narō del 9 de marzo de 2019 al 22 de mayo de 2022. Posteriormente fue adquirido por TO Books, que comenzó a publicarla como una novela ligera con ilustraciones de Hitaki Yuu bajo su sello TO Bunko el 10 de abril de 2021.
Durante su panel en Anime NYC 2023, J-Novel Club anunció que habían licenciado la serie para su publicación en inglés.

#### Lista de volúmenes
| N.º | Fecha de lanzamiento    | ISBN original          |
| --- | ----------------------- | ---------------------- |
| 1   | 10 de abril de 2021     | ISBN 978-4-86-699193-1 |
| 2   | 20 de octubre de 2021   | ISBN 978-4-86-699354-6 |
| 3   | 19 de febrero de 2022   | ISBN 978-4-86-699454-3 |
| 4   | 20 de julio de 2022     | ISBN 978-4-86-699580-9 |
| 5   | 20 de diciembre de 2022 | ISBN 978-4-86-699728-5 |
| 6   | 10 de junio de 2023     | ISBN 978-4-86-699859-6 |
| 7   | 15 de enero de 2024     | ISBN 978-4-86-794049-5 |
| 8   | 10 de junio de 2024     | ISBN 978-4-86-794216-1 |
| 9   | 15 de enero de 2025     | ISBN 978-4-86-794431-8 |

### Manga
Una adaptación al manga ilustrada por Kobato Wakasa comenzó a serializarse en el sitio web de Nico Nico Seiga bajo la marca Comic Corona de TO Books el 30 de agosto de 2021. La adaptación al manga también cuenta con la licencia de J-Novel Club.

#### Lista de volúmenes
| N.º | Fecha de lanzamiento     | ISBN original          |
| --- | ------------------------ | ---------------------- |
| 1   | 15 de febrero de 2022    | ISBN 978-4-86-699451-2 |
| 2   | 15 de septiembre de 2022 | ISBN 978-4-86-699666-0 |
| 3   | 1 de junio de 2023       | ISBN 978-4-86-699856-5 |
| 4   | 15 de enero de 2024      | ISBN 978-4-86-794055-6 |
| 5   | 15 de junio de 2024      | ISBN 978-4-86-699728-5 |
| 6   | 15 de enero de 2025      | ISBN 978-4-86-699728-5 |

### Anime
Se anunció una adaptación al anime el 10 de enero de 2025.